# Stanisław Bańka
Stanisław Antoni Bańka (ur. 24 września 1944 w Brudzowicachzm. 4 lutego 2014) – polski inżynier, profesor nauk technicznych.

## Życiorys
W 1963 ukończył Technikum Energetyczne w Sosnowcu, w 1969 studia na Wydziale Elektrycznym Politechniki Szczecińskiej o specjalności automatyka i metrologia. W tym samym roku rozpoczął pracę na macierzystej uczelni, początkowo w Katedrze Elektroautomatyki, a od 1973 w nowo utworzonym Zakładzie Automatyki w Instytucie Automatyki Przemysłowej (w 2006 został jego kierownikiem), od 2009 był kierownikiem nowo utworzonej Katedry Automatyki Przemysłowej i Robotyki. W 1976 obronił na Politechnice Wrocławskiej pracę doktorską, w 1992 r. otrzymał w Instytucie Badań Systemowych Polskiej Akademii Nauk stopień doktora habilitowanego. W 2009 r. uzyskał tytuł profesora nauk technicznych.
W latach 1993 był prodziekanem, w latach 1996-2002 dziekanem Wydziału Elektrycznego PSz, w latach 2005-2008 dyrektorem Instytutu Automatyki Przemysłowej PSz. Od 2009 pracował w nowo utworzonym Zachodniopomorskim Uniwersytecie Technologicznym w Szczecinie.

## Odznaczenia
- Krzyż Kawalerski Orderu Odrodzenia Polski (2004)[5].